# Mindre markuggla
Mindre markuggla (Ornimegalonyx ewingi) är en förhistorisk utdöd fågel i familjen ugglor inom ordningen ugglefåglar. Den beskrevs som ny art 2020 när lämningar funna på Kuba, som tidigare trotts utgöra utdöda arten kubauv (Bubo osvaldoi) omvärderades.